# Mizen Head
Mizen Head (Iers: Carn Uí Néid) is een landtong, gelegen op het schiereiland Kilmore, in het graafschap Cork in Ierland.
Mizen Head is een belangrijke toeristische trekpleister, bekend wegens zijn kliflandschap. Een van de belangrijkste trans-Atlantische scheepvaartroutes passeert dicht bij het zuiden en Mizen Head was voor veel zeelieden de eerste (of laatste) aanblik van Europa. De punt van het schiereiland is bijna een eiland, afgesneden door een diepe kloof, nu overspannen door een brug. Deze brug werd in 1908 gebouwd en geeft toegang tot een oud signaalstation en een weerstation. 
Het seinstation werd begin van de 20e eeuw gebouwd en was permanent bemand tot in 1993. Het is nu een maritiem museum over de strategische betekenis van de site voor de trans-Atlantische scheepvaart en communicatie, inclusief de inspanningen van Guglielmo Marconi. De "99 trappen" die deel uitmaakten van de oorspronkelijke toegangsroute zijn aangevuld met een reeks paden en uitkijkplatforms. Vanaf de parking is bij goed weer de vuurtoren op Fastnet Rock te zien.
De dorpen Ballydehob, Crookhaven, Goleen en Schull liggen in het oosten op het schiereiland.
Mizen Head is niet het meest zuidelijke punt van Ierland, dat is het iets verderop gelegen Brow Head. Niettemin werd in geografische boeken de afstand van Ierland gemeten van noord naar zuid tussen Malin Head en Mizen Head.

## Fotogalerij

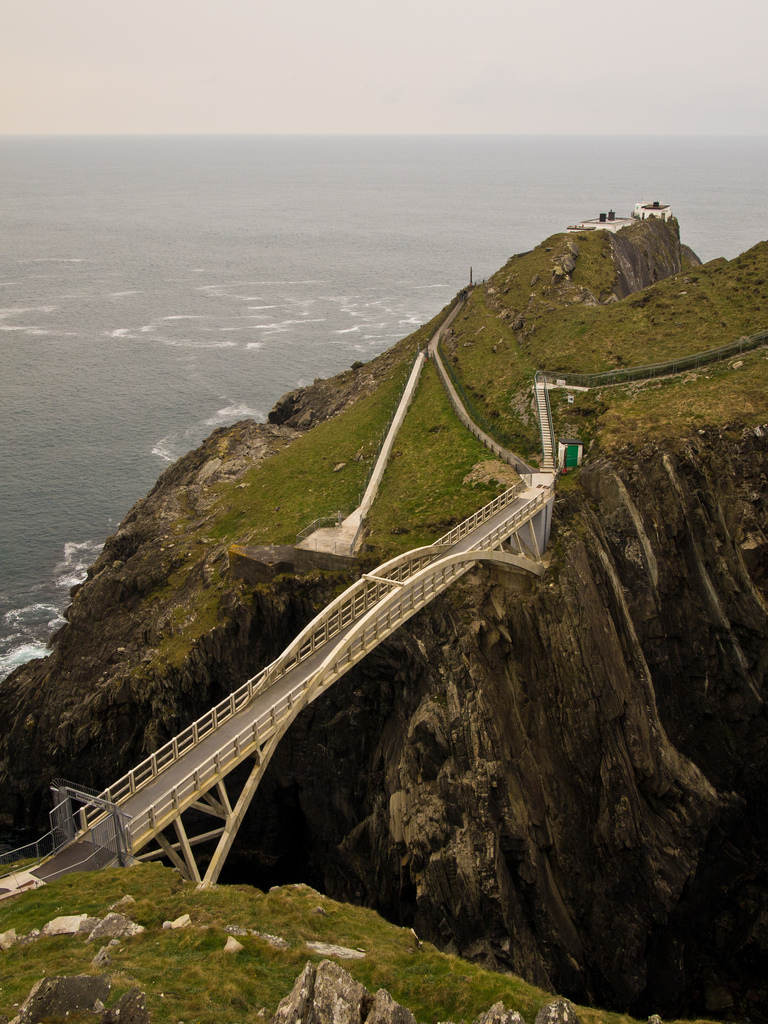
De brug over de kloof
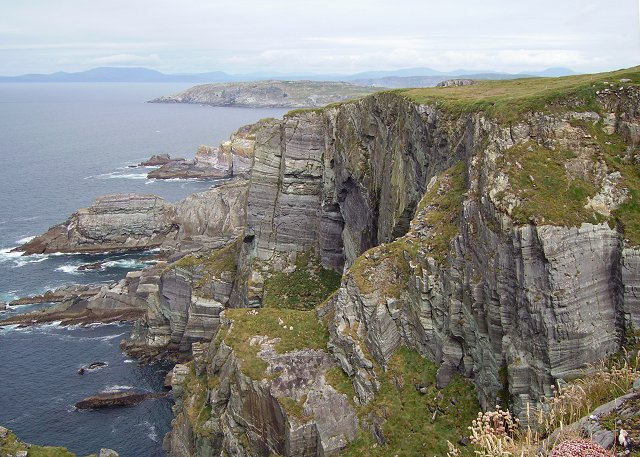
De kliffen van Mizen Head
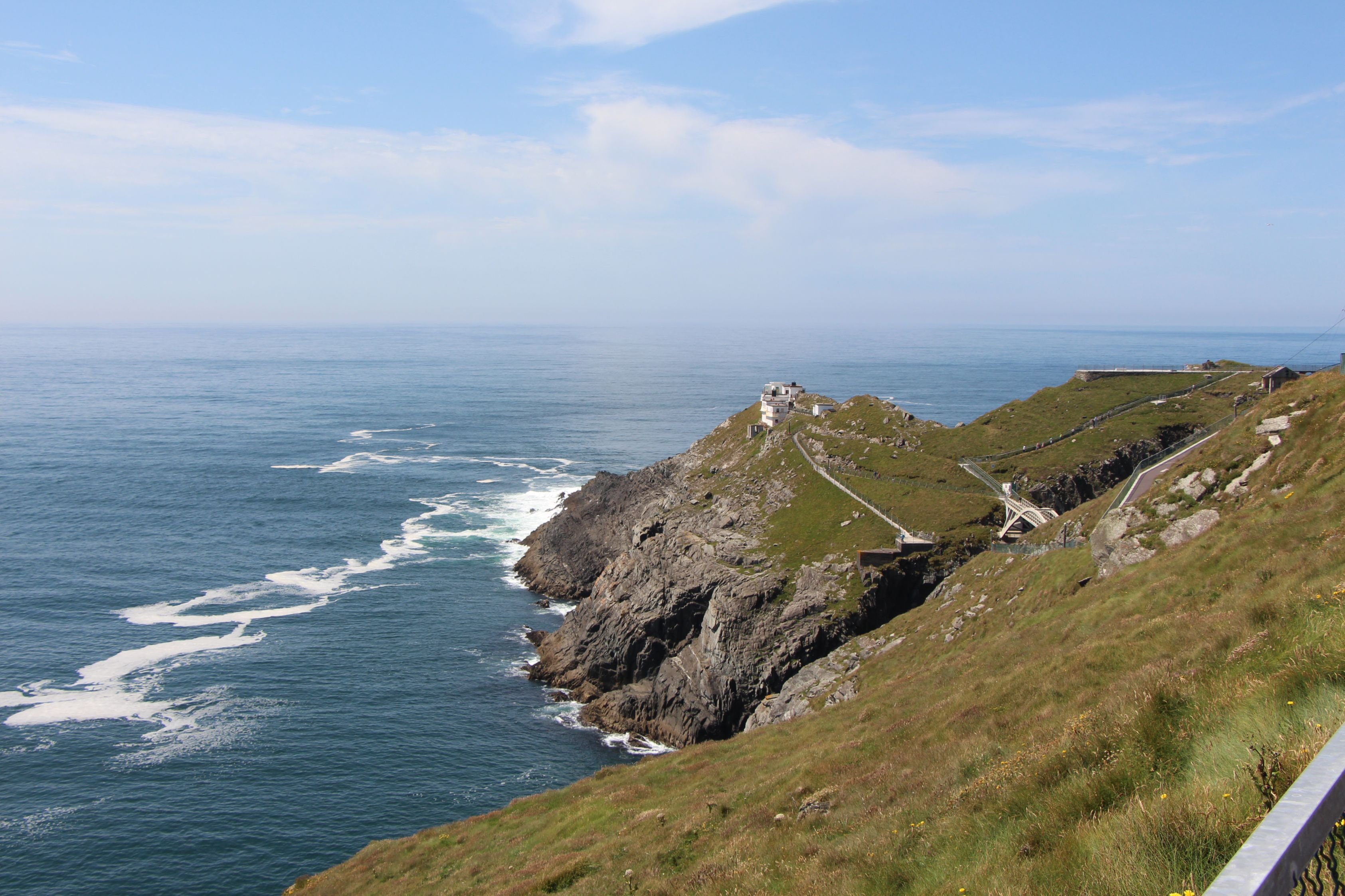
Zicht op Mizen Head